# قرية الزاوي
قرية الزاوي هي قرية صغيرة تتبع منطقة مصياف من محافظة حماة في الجمهورية العربية السورية، وتقع على بعد حوالي 14 كم إلى الشمال من مصياف وحوالي 3كم إلى الغرب من قرية المحروسة.

## نبذة
تشتهر قرية الزاوي بطبيعتها الخلابة وبشلالاتها التي تتدفق من الغرب من منبع يقع في قرية اللقبة، ويكون تدفق شلالاتها في فصل الشتاء وفي فصل الربيع حيث تذوب الثلوج التي تغذي هذا النبع، وفي فصل الصيف ينخفض تدفق المياه ويتم استخدامها لري الأراضي المحيطة بالشلال.
أهم الأشجار المثمرة في القرية هي الرمان الجوز وكانت تنتشر فيها سابقاً أشجار التوت التي كانت تستخدم كغذاء لدودة القز الذي ينتج الحرير قبل حرفة نسج الحرير من القرية، وتم استبدال هذه الأشجار بأشجار الزيتون التي باتت تنتشر بكثرة، إضافة إلى بعض أشجار التين.

## انظرأيضًا
- محافظة حماة